# Споменичко подручје Старог Раса
Споменичко подручје Старог Раса налази се на простору општине Нови Пазар и настало је у средњем веку. Ови споменици припадају целини која је 1979. године уписана у Листу Светске културне и природне баштине.

## Историја
Појам Рас везан је за слив реке Рашке, односно шире подручје данашњег Новог Пазара. Стари Рас је био српски средњовековни град, седиште Рашке жупе и историјске Рашке области, а такође и средишња престоница великожупанске Србије. Низ споменика илуструје историјски и духовно-уметнички континуитет у животу овог простора, од Немањиног освајања власти и постављања темеља независној српској држави, преко установљавања прве ковнице новца у доба краља Радослава, смене на престолу на Дежевском сабору, до цара Душана и највећег војно-политичког успона земље, па и током периода турске доминације. Архитектонска и сликарска остварења аутентичних и непроцењивих уметничких вредности чврсто су повезана са догађајима и личностима од пресудног значаја за историју српског народа у временском распону од више векова. На овом простору се налазе црква Св. Петра и Павла, манастири Ђурђеви ступови и Сопоћани, остаци утврђења изнад ушћа Себечевске реке у Рашку и низ других археолошких локалитета. 